# Пайет
Пайет (на английски: Payette) е град в окръг Пайет, щата Айдахо, САЩ. Пайет е с население от 7054 жители (2000) и обща площ от 8,8 km². Намира се на 655 m надморска височина. ЗИП кодът му е 83661, а телефонният му код е 208.